# Squash-Mannschaftsweltmeisterschaft 2019/Kader
Dieser Artikel enthält die Kader der 23 Nationalmannschaften bei der Squash-Mannschaftsweltmeisterschaft 2019 in Washington, D.C. in den Vereinigten Staaten.

## Gruppe A

### Ägypten
| Agypten | Rang | Name               | Geburtsdatum     | WRL | Einsätze | Siege | Niederlagen |
| ------- | ---- | ------------------ | ---------------- | --- | -------- | ----- | ----------- |
| Agypten | 1.   | Ali Farag          | 22. April 1992   | 1   | 4        | 3     | 1           |
| Agypten | 2.   | Tarek Momen        | 23. Februar 1988 | 3   | 3        | 2     | 1           |
| Agypten | 3.   | Karim Abdel Gawad  | 30. Juli 1991    | 4   | 4        | 4     | 0           |
| Agypten | 4.   | Mohamed Abouelghar | 1. Oktober 1993  | 8   | 3        | 3     | 0           |

### Vereinigte Staaten
| Vereinigte Staaten | Rang | Name               | Geburtsdatum       | WRL | Einsätze | Siege | Niederlagen |
| ------------------ | ---- | ------------------ | ------------------ | --- | -------- | ----- | ----------- |
| Vereinigte Staaten | 1.   | Todd Harrity       | 16. September 1990 | 49  | 5        | 3     | 2           |
| Vereinigte Staaten | 2.   | Chris Hanson       | 12. Dezember 1990  | 66  | 2        | 0     | 2           |
| Vereinigte Staaten | 3.   | Andrew Douglas     | 12. August 1998    | 109 | 4        | 2     | 2           |
| Vereinigte Staaten | 4.   | Christopher Gordon | 17. Juli 1986      | 88  | 3        | 3     | 0           |

### Schweiz
| Schweiz | Rang | Name              | Geburtsdatum    | WRL | Einsätze | Siege | Niederlagen |
| ------- | ---- | ----------------- | --------------- | --- | -------- | ----- | ----------- |
| Schweiz | 1.   | Dimitri Steinmann | 14. Juli 1997   | 62  | 5        | 1     | 4           |
| Schweiz | 2.   | Reiko Peter       | 31. März 1989   | 133 | 3        | 2     | 1           |
| Schweiz | 3.   | Robin Gadola      | 7. Oktober 1994 | 147 | 2        | 0     | 2           |
| Schweiz | 4.   | Cédric Kuchen     | 20. August 1992 | 201 | 4        | 0     | 4           |

## Gruppe B

### England
| England | Rang | Name            | Geburtsdatum      | WRL | Einsätze | Siege | Niederlagen |
| ------- | ---- | --------------- | ----------------- | --- | -------- | ----- | ----------- |
| England | 1.   | Adrian Waller   | 26. Dezember 1989 | 17  | 5        | 3     | 2           |
| England | 2.   | James Willstrop | 15. August 1983   | 18  | 5        | 4     | 1           |
| England | 3.   | Daryl Selby     | 3. November 1982  | 20  | 3        | 3     | 0           |
| England | 4.   | Declan James    | 19. April 1993    | 22  | 4        | 3     | 1           |

### Wales
| Wales | Rang | Name         | Geburtsdatum      | WRL | Einsätze | Siege | Niederlagen |
| ----- | ---- | ------------ | ----------------- | --- | -------- | ----- | ----------- |
| Wales | 1.   | Joel Makin   | 27. Oktober 1994  | 12  | 6        | 5     | 1           |
| Wales | 2.   | Peter Creed  | 31. März 1987     | 68  | 5        | 2     | 3           |
| Wales | 3.   | Emyr Evans   | 25. November 1996 | 119 | 4        | 3     | 1           |
| Wales | 4.   | Owain Taylor | 18. Januar 1996   | 184 | 1        | 0     | 1           |

### Kanada
| Kanada | Rang | Name              | Geburtsdatum      | WRL | Einsätze | Siege | Niederlagen |
| ------ | ---- | ----------------- | ----------------- | --- | -------- | ----- | ----------- |
| Kanada | 1.   | Shawn Delierre    | 25. Mai 1982      | 92  | 4        | 2     | 2           |
| Kanada | 2.   | Michael McCue     | 19. März 1993     | 86  | 4        | 1     | 3           |
| Kanada | 3.   | Nick Sachvie      | 22. Dezember 1991 | 101 | 4        | 2     | 2           |
| Kanada | 4.   | David Baillargeon | 14. März 1996     | 104 | 5        | 3     | 2           |

### Nigeria
| Nigeria | Rang | Name             | Geburtsdatum     | WRL | Einsätze | Siege | Niederlagen |
| ------- | ---- | ---------------- | ---------------- | --- | -------- | ----- | ----------- |
| Nigeria | 1.   | Babatunde Ajagbe | 25. Juni 1987    | 167 | 6        | 2     | 4           |
| Nigeria | 2.   | Sodiq Taiwo      | 1. Dezember 1986 | 400 | 4        | 2     | 2           |
| Nigeria | 3.   | Adewale Amao     | 12. Januar 1990  | 533 | 2        | 0     | 2           |
| Nigeria | 4.   | Ehimen Ehalen    | 2. Januar 1983   | −   | 2        | 0     | 2           |

## Gruppe C

### Frankreich
| Frankreich | Rang | Name              | Geburtsdatum      | WRL | Einsätze | Siege | Niederlagen |
| ---------- | ---- | ----------------- | ----------------- | --- | -------- | ----- | ----------- |
| Frankreich | 1.   | Grégoire Marche   | 3. März 1990      | 14  | 5        | 4     | 1           |
| Frankreich | 2.   | Mathieu Castagnet | 14. November 1986 | 28  | 4        | 3     | 1           |
| Frankreich | 3.   | Grégory Gaultier  | 23. Dezember 1982 | 610 | 4        | 3     | 1           |
| Frankreich | 4.   | Baptiste Masotti  | 5. Juni 1995      | 59  | 2        | 2     | 0           |

### Malaysia
| Malaysia | Rang | Name              | Geburtsdatum       | WRL | Einsätze | Siege | Niederlagen |
| -------- | ---- | ----------------- | ------------------ | --- | -------- | ----- | ----------- |
| Malaysia | 1.   | Eain Yow Ng       | 26. Januar 1998    | 32  | 5        | 3     | 2           |
| Malaysia | 2.   | Ivan Yuen         | 15. September 1990 | 44  | 5        | 3     | 2           |
| Malaysia | 3.   | Mohd Syafiq Kamal | 1. August 1996     | 85  | 4        | 3     | 1           |
| Malaysia | 4.   | Addeen Idrakie    | 5. Januar 1994     | 93  | 1        | 0     | 1           |

### Kolumbien
| Kolumbien | Rang | Name                   | Geburtsdatum      | WRL | Einsätze | Siege | Niederlagen |
| --------- | ---- | ---------------------- | ----------------- | --- | -------- | ----- | ----------- |
| Kolumbien | 1.   | Miguel Ángel Rodríguez | 20. Dezember 1985 | 9   | 1        | 0     | 1           |
| Kolumbien | 2.   | Juan Vargas            | 18. April 1994    | 90  | 6        | 3     | 3           |
| Kolumbien | 3.   | Ronald Palomino        | 20. Dezember 1998 | 175 | 5        | 1     | 4           |
| Kolumbien | 4.   | Erick Herrera          | 23. März 1989     | 579 | 3        | 2     | 1           |

### Südkorea
| Korea Sud | Rang | Name            | Geburtsdatum     | WRL | Einsätze | Siege | Niederlagen |
| --------- | ---- | --------------- | ---------------- | --- | -------- | ----- | ----------- |
| Korea Sud | 1.   | Ko Young-jo     | 11. Oktober 1995 | 276 | 5        | 0     | 5           |
| Korea Sud | 2.   | Lee Se-hyun     | 5. Januar 1990   | 610 | 3        | 0     | 3           |
| Korea Sud | 3.   | Woo Chang-wook  | 4. Mai 1989      | 333 | 4        | 2     | 2           |
| Korea Sud | 4.   | Hwang Joong-won | 4. Mai 1987      | 439 | 5        | 1     | 4           |

## Gruppe D

### Neuseeland
| Neuseeland | Rang | Name             | Geburtsdatum       | WRL | Einsätze | Siege | Niederlagen |
| ---------- | ---- | ---------------- | ------------------ | --- | -------- | ----- | ----------- |
| Neuseeland | 1.   | Paul Coll        | 9. Mai 1992        | 5   | 7        | 7     | 0           |
| Neuseeland | 2.   | Campbell Grayson | 4. März 1986       | 31  | 6        | 4     | 2           |
| Neuseeland | 3.   | Evan Williams    | 20. September 1989 | 104 | 5        | 2     | 3           |
| Neuseeland | 4.   | Lwamba Chileshe  | 26. April 1999     | 160 | 1        | 1     | 0           |

### Schottland
| Schottland | Rang | Name          | Geburtsdatum      | WRL | Einsätze | Siege | Niederlagen |
| ---------- | ---- | ------------- | ----------------- | --- | -------- | ----- | ----------- |
| Schottland | 1.   | Greg Lobban   | 12. August 1992   | 29  | 6        | 3     | 3           |
| Schottland | 2.   | Alan Clyne    | 25. Juli 1986     | 39  | 6        | 4     | 2           |
| Schottland | 3.   | Rory Stewart  | 19. Juli 1996     | 121 | 4        | 3     | 1           |
| Schottland | 4.   | Stuart George | 23. November 1990 | −   | −        | −     | −           |

### Irland
| Irland | Rang | Name             | Geburtsdatum     | WRL | Einsätze | Siege | Niederlagen |
| ------ | ---- | ---------------- | ---------------- | --- | -------- | ----- | ----------- |
| Irland | 1.   | Sean Conroy      | 1. Juni 1994     | 115 | 5        | 3     | 2           |
| Irland | 2.   | Arthur Gaskin    | 16. Januar 1985  | −   | 4        | 2     | 2           |
| Irland | 3.   | Oisin Logan      | 14. Februar 1996 | −   | 4        | 2     | 2           |
| Irland | 4.   | Steve Richardson | 12. Juli 1972    | −   | 2        | 0     | 2           |

### Singapur
| Singapur | Rang | Name          | Geburtsdatum      | WRL | Einsätze | Siege | Niederlagen |
| -------- | ---- | ------------- | ----------------- | --- | -------- | ----- | ----------- |
| Singapur | 1.   | Samuel Kang   | 25. Dezember 1990 | 158 | 6        | 1     | 5           |
| Singapur | 2.   | Chua Man Chin | 29. Oktober 1997  | 193 | 2        | 0     | 2           |
| Singapur | 3.   | Chua Man Tong | 19. Juni 1994     | 244 | 5        | 0     | 5           |
| Singapur | 4.   | Brandon Tan   | 18. Dezember 1997 | 607 | 5        | 1     | 4           |

## Gruppe E

### Deutschland
| Deutschland | Rang | Name            | Geburtsdatum       | WRL | Einsätze | Siege | Niederlagen |
| ----------- | ---- | --------------- | ------------------ | --- | -------- | ----- | ----------- |
| Deutschland | 1.   | Simon Rösner    | 5. November 1987   | 6   | 6        | 5     | 1           |
| Deutschland | 2.   | Raphael Kandra  | 29. Oktober 1990   | 25  | 5        | 3     | 2           |
| Deutschland | 3.   | Valentin Rapp   | 16. September 1992 | 150 | 5        | 2     | 3           |
| Deutschland | 4.   | Rudi Rohrmüller | 19. Oktober 1991   | −   | 2        | 1     | 1           |

### Spanien
| Spanien | Rang | Name          | Geburtsdatum   | WRL | Einsätze | Siege | Niederlagen |
| ------- | ---- | ------------- | -------------- | --- | -------- | ----- | ----------- |
| Spanien | 1.   | Borja Golán   | 6. Januar 1983 | 34  | 7        | 3     | 4           |
| Spanien | 2.   | Iker Pajares  | 22. März 1996  | 35  | 6        | 4     | 2           |
| Spanien | 3.   | Edmon López   | 16. Juli 1996  | 56  | −        | −     | −           |
| Spanien | 4.   | Carlos Cornes | 29. April 1989 | 75  | 6        | 5     | 1           |

### Argentinien
| Argentinien | Rang | Name              | Geburtsdatum      | WRL | Einsätze | Siege | Niederlagen |
| ----------- | ---- | ----------------- | ----------------- | --- | -------- | ----- | ----------- |
| Argentinien | 1.   | Robertino Pezzota | 10. März 1983     | 94  | 7        | 2     | 5           |
| Argentinien | 2.   | Leandro Romiglio  | 11. Februar 1991  | 157 | 4        | 4     | 0           |
| Argentinien | 3.   | Gonzalo Miranda   | 28. November 1989 | −   | 5        | 2     | 3           |
| Argentinien | 4.   | Jeremías Azaña    | 28. Juli 2000     | 340 | 2        | 0     | 2           |

### Südafrika
| Sudafrika | Rang | Name              | Geburtsdatum    | WRL | Einsätze | Siege | Niederlagen |
| --------- | ---- | ----------------- | --------------- | --- | -------- | ----- | ----------- |
| Sudafrika | 1.   | Jean-Pierre Brits | 2. April 1991   | 131 | 7        | 3     | 4           |
| Sudafrika | 2.   | Christo Potgieter | 1. Juni 1987    | 243 | 5        | 1     | 4           |
| Sudafrika | 3.   | Gary Wheadon      | 1. Februar 1981 | 304 | 6        | 2     | 4           |
| Sudafrika | 4.   | Dylan Groenewald  | 29. Juni 1995   | 308 | 1        | 0     | 1           |

## Gruppe F

### Hongkong
| Hongkong | Rang | Name         | Geburtsdatum       | WRL | Einsätze | Siege | Niederlagen |
| -------- | ---- | ------------ | ------------------ | --- | -------- | ----- | ----------- |
| Hongkong | 1.   | Max Lee      | 9. Januar 1988     | 36  | 3        | 2     | 1           |
| Hongkong | 2.   | Leo Au       | 1. Februar 1990    | 30  | 6        | 4     | 2           |
| Hongkong | 3.   | Yip Tsz-Fung | 19. September 1993 | 33  | 5        | 4     | 1           |
| Hongkong | 4.   | Henry Leung  | 10. März 1995      | 70  | 3        | 1     | 2           |

### Australien
| Australien | Rang | Name           | Geburtsdatum     | WRL | Einsätze | Siege | Niederlagen |
| ---------- | ---- | -------------- | ---------------- | --- | -------- | ----- | ----------- |
| Australien | 1.   | Ryan Cuskelly  | 15. Juli 1987    | 21  | 3        | 1     | 2           |
| Australien | 2.   | Cameron Pilley | 27. Oktober 1982 | 38  | 6        | 3     | 3           |
| Australien | 3.   | Rex Hedrick    | 1. November 1988 | 73  | 6        | 3     | 3           |
| Australien | 4.   | Zac Alexander  | 11. Februar 1989 | 382 | 2        | 2     | 0           |

### Jamaika
| Jamaika | Rang | Name               | Geburtsdatum      | WRL | Einsätze | Siege | Niederlagen |
| ------- | ---- | ------------------ | ----------------- | --- | -------- | ----- | ----------- |
| Jamaika | 1.   | Christopher Binnie | 26. Januar 1989   | 83  | 5        | 3     | 2           |
| Jamaika | 2.   | Lewis Walters      | 26. Februar 1988  | −   | 7        | 2     | 5           |
| Jamaika | 3.   | Bruce Burrowes     | 14. November 1989 | −   | 4        | 0     | 4           |
| Jamaika | 4.   | Tahjia Lumley      | 27. Juni 1990     | −   | 4        | 0     | 4           |

### Kuwait
| Kuwait | Rang | Name                | Geburtsdatum       | WRL | Einsätze | Siege | Niederlagen |
| ------ | ---- | ------------------- | ------------------ | --- | -------- | ----- | ----------- |
| Kuwait | 1.   | Ammar Altamimi      | 12. September 1988 | 103 | 6        | 2     | 4           |
| Kuwait | 2.   | Abdullah Al Muzayen | 8. Februar 1988    | 500 | 5        | 4     | 1           |
| Kuwait | 3.   | Yousif Nizar Saleh  | 7. November 1994   | −   | 1        | 0     | 1           |
| Kuwait | 4.   | Ali Bader Al-Ramzi  | 21. März 1987      | −   | 6        | 3     | 3           |